# فلسفه مارکسیستی
مسئله عمده در فلسفه مارکسیستی، عبارت است از چگونگی پاسخی که به مسئله اساسی فلسفه داده می‌شود. فلسفه مارکسیستی ماتریالیسم دیالکتیک است. فلسفه مارکسیستی از یک سو ماتریالیسم است، یعنی هم معتقد است که ماده بر شعور، تقدم دارد و هم، معتقد است که شعور انسانی می‌تواند جهان را بشناسد و شناخت انسانی از لحاظ محتوی واقعی خود معتبر است. این فلسفه در همه جهات جهان را آن طور که در واقع هست می بیند. فلسفه مارکسیستی از سوی دیگر دیالکتیکی است زیرا که جهان مادی را در حال حرکت و تکامل و تجدد دائمی می نگرد و اسلوب علمی او در شناخت و تغییر طبیعت و جامعه دیالکتیک ماتریالیستی است. فلسفه مارکسیستی علمی است که بر پایه حل صحیح مسئله اساسی فلسفه، عام‌ترین و کلی‌ترین قوانین تکامل جهان مادی و راه‌های شناخت آن و طرق تغییر و تحول آن را مطالعه می‌کند.